# Teennick
Teennick är en kabel- och satellit-TV-kanal i USA, som ägs av Viacom Media Networks. Kanalen sänder både program från Nickelodeon, samt program riktade till tonåringar. I februari 2015 kunde kanalen ses i uppskattningsvis 72,3 miljoner betalande hushåll (62,1% av hushållen med TV-apparat) .